# Sét Sétal
Sét Sétal è un movimento sorto spontaneamente a Dakar nel 1990.
Il suo nome è tratto dalla canzone “Sét” di Youssou N’Dour e significa “pulito”.
Il movimento cerca di apportare dei miglioramenti nei quartieri popolari di Dakar, sostenendo la pulizia – intesa come rispetto per l'ambiente, per sé stessi e per gli altri – come strumento per migliorare la qualità della vita ed il mondo; ancora oggi si possono vedere affreschi per la città realizzati dal movimento Sét Sétal. Il movimento ha coinvolto artisti ed è nato sulle orme del laboratorio AGIT-Art.